# Me and Mrs. Jones
Me and Mrs. Jones – utwór z gatunku soul do którego tekst napisali Kenny Gamble, Leon Huff oraz Cary Gilbert, oryginalnie wykonywany przez amerykańskiego piosenkarza Billy’ego Paula, który znalazł się na jego czwartym albumie 360 Degrees of Billy Paul.

## Historia

### Billy Paul
Oryginalną wersję utworu wykonał piosenkarz Billy Paul w 1972 roku dla Philadelphia International.
Utwór stał się hitem i był pierwszym oraz jedynym w karierze Paula, który dotarł do 1 miejsca zestawienia Billboard 100. Znajdował się tam przez trzy tygodnie w grudniu 1972 roku oraz przez cztery w zestawieniu utworów R&B tego samego magazynu. Ponadto przez dwa tygodnie utrzymywał się na 12 miejscu UK Singles Charts.
Wersja radiowa została okrojona – pominięto w niej drugą zwrotkę oraz skrócono kodę.
Wideo do singla ukazuje Paula grającego na fortepianie z papierosem pośród tancerek.
W 2009 roku magazyn Essence uplasował „Me and Mrs. Jones na trzecim miejscu zestawienia „25 Best Slow Jams of All Time”.
Utwór był kilkukrotnie samplowany.

### Inne wersje
Jedną z popularniejszych wersji „Me and Mrs. Jones” stworzył Michael Bublé z gościnnym udziałem Emily Blunt w 2007 roku umieszczając ją na swoim trzecim albumie Call Me Irresponsible. Utwór dotarł do 86 miejsca szwajcarskiego zestawienia Hitparade. Do utworu powstał teledysk w reżyserii Seana Turrella pierwszy raz zaprezentowany we francuskiej telewizji w kwietniu 2007 roku.
Grupa The Dramatics nagrała swoją wersję trzy lata po wydaniu wersji oryginalnej.
W 1992 wersja Freddiego Jacksona uplasowała się na 32 miejscu zestawienia utworów R&B magazynu Billboard.